# Angaria reynieri
Angaria reynieri is een uitgestorven slakkensoort uit de familie van de Angariidae. De wetenschappelijke naam van de soort werd voor het eerst geldig gepubliceerd in 1913 door Cossmann als Delphinula reynieri.